# Abadía benedictina
La abadía benedictina es tanto un concepto genérico que hace referencia a las abadías de la Orden benedictina, como la denominación de primera abadía que se fundó en Occidente y que se estableció siguiendo las reglas de San Benito.

## Descripción
En Montecassino, Benito de Nursia fundó en 529 una abadía, como conjunto de edificaciones en torno a un claustro para que los monjes que le habían seguido, pudieran llevar una vida en común, incluyendo la iglesia, dormitorios, refectorio, sala capitular y otras dependencias.
Benito sería el abad e implantó una regla, conteniendo 73 capítulos en los que trataba no solo las líneas directrices de carácter espiritual, sino también la organización de toda la vida comunitaria en el monasterio, con el objetivo de conseguir una convivencia armoniosa. La regla y su adaptación a circunstancias diversas de la vida cotidiana, haría entre otros motivos, que fuera apoyada por el papa Gregorio Magno -que impuso su divulgación- y que se extendiera por toda Europa, llegando por el oeste hasta Northumbria (actual Inglaterra).
Desde la casa madre en Montecasino, alcanzaría la Galia en la década de 620 en la abadía de Alta Ripa. Y cuando Carlomagno accedió al poder, vio en las abadías benedictinas un instrumento de expansión política de su imperio. Con sus ideales del llamado renacimiento carolingio, basado en la admiración por la antigüedad clásica, reforzó en su imperio la educación y su poder político, para lo que eran vitales, entre otros, los  monasterios, únicos en esa época que podían llevar a cabo una enseñanza de calidad y producir en sus scriptorium los libros manuscritos necesarios.
Las abadías se habían convertido no solo en centros de espiritualidad o de actividades económicas (agricultura, comercio), sino también en centros de poder, cobrando impuestos o administrando justicia. Carlomagno llega a nombrar personalmente a los abades y les asigna tareas pastorales.
Es impresionante la expansión que experimentaron las abadías que seguían la regla benedictina. Pocas ciudades grandes de Italia carecieron de su correspondiente monasterio benedictino, y rápidamente surgieron monasterios en los grandes centros de población de Inglaterra, Francia y España. Antes del Concilio de Constanza en 1415 se habían fundado al menos 15.070 abadías.

## Complejos monásticos
Al principio, no se seguía ningún plan específico para la construcción del complejo abacial. Se basaba en las dependencias necesarias para cumplir con la regla benedictina, que se estructuraba en torno al claustro definido por sus cuatro pandas o galerías y que necesitaba otros edificios necesarios para las funciones encomendadas de espiritualidad y aseguramiento de la continuidad y armonía de la vida cotidiana en el monasterio, como es el caso de la iglesia o de dependencias como sala capitular, cocina, cilla, almacenes, dormitorios, enfermería, scriptorium.
En un primer momento, los monjes simplemente copiaban los edificios que les eran más familiares, como las casas o villas romanas, adoptándolos a las necesidades de cada comunidad. Progresivamente, estos requerimientos se fueron haciendo más prácticos hasta llegar a dar lugar a normas prácticamente similares en todos los establecimientos abaciales.

### Abadía de San Gall
El complejo abacial en la época carolingia queda reflejado en un plano elaborado de la abadía suiza de San Gall, edificada alrededor de 820, en el cual puede observarse la disposición general de un monasterio importante de la época. El aspecto general del complejo es el de una ciudad de casas aisladas con calles entre ellas. Está edificado claramente de acuerdo a la regla benedictina, que establecía que, si era posible, el monasterio contuviese todo lo necesario para la vida, así como los edificios conectados más íntimamente con la vida religiosa y social de sus internados. Debía comprender un molino, una panadería, establos, así como acomodación para llevar a cabo todas las artesanías dentro de las murallas, de modo que no fuese necesario para los monjes salir de los límites del monasterio.
La distribución general de los edificios queda así:
La iglesia con su claustro está situada al sur, ocupa el centro de un área cuadrangular de cerca de 430 pies cuadrados. Los edificios, como en los monasterios grandes, están distribuidos en grupos. La iglesia forma el núcleo, como centro de la vida religiosa de la comunidad. En relación más estrecha con la iglesia está el grupo de edificios apropiados para la línea monástica y sus exigencias diarias: el refectorio para comer, el dormitorio para descansar, la sala común para relacionarse, la casa del capítulo para las conferencias religiosas y disciplinarias. Estos elementos esenciales de la vida monástica estaban colocados alrededor de un claustro, el cual contenía una arcada cubierta permitiendo la comunicación protegida de los elementos entre los edificios. La enfermería para monjes enfermos, con la casa del médico, y el jardín del herbolario quedan al este. En el mismo grupo que la enfermería está el jardín de los novicios. La escuela exterior, con la casa del maestro principal contra la pared opuesta de la iglesia, se halla fuera del recinto del convento, en proximidad a la casa del abad, que debía mantener constantemente vigilancia sobre ellos.
|  |  | Iglesia A. Altar mayor B. Altar de San Pablo C. Altar de San Pedro D. Nave E. Paraíso F. Torres Edificios monásticos G. Claustro H. Calefactorio, con el dormitorio encima I. Letrinas J. Casa del Abad K. Refectorio L. Cocina M. Panadería y cervecería N. Sótano O. Sala, locutorio (encima: P1. Scriptorium con biblioteca [k], P2. Sacristía y vestíbulo) Q. Casa de los novicios (1. capilla; 2. refectorio; 3. calefactorio; 4. dormitorio; 5. habitación del maestro; 6. cámaras) R. Enfermería (1 a 6 como en la casa de los novicios) S. Casa del médico T. Jardín botánico U. Casa para penitencias V. Escuela W. Alojamiento del maestro de escuela X1. Casa de huéspedes para los de rango superior X2. Casa de huéspedes para los pobres Y. Cámara de huéspedes para monjes de otras órdenes Departamentos de mantenimiento Z. Granja a. Era b. Talleres c. Molinos d. Horno e. Establos f. Vaquería g. Cabrería h. Pocilga i. Ovejas k. Cámaras para sirvientes y trabajadores l. Casa del jardinero m. Granja de pollos y patos n. Casa del cuidador de pollería o. Jardín q. Panadería para pan sacramental s. Cocinas t. Baños |

Los edificios destinados a la hospitalidad se dividen en tres grupos: uno para la recepción de los huéspedes distinguidos, otro para los monjes que visitan el monasterio y otro para los viajeros peregrinos. El primero y el tercero están situados a la derecha y a la izquierda de la entrada común del monasterio. El hospicio para huéspedes distinguidos se encuentra en el lado norte de la iglesia, no lejos de la casa del abad; el de los huéspedes pobres se halla en el lado sur, cerca del grupo de edificios de la granja, el cual está claramente separado de los edificios monásticos. A la cocina, mantequería y oficinas se llega a través de un pasaje desde el lado este del refectorio y están conectadas con la panadería y la cervecería, las cuales están colocadas un poco más lejos. La totalidad de los lados sur y este están destinados a talleres, establos y edificios de granja.
Los edificios, con algunas excepciones, probablemente estaban todos hechos de madera, excepto la iglesia. En total son 33 bloques separados.
La iglesia es cruciforme, con una nave de 9 arcadas y un ábside semicircular en cada extremo. El extremo oeste está rodeado de una columnata semicircular, dejando un "paraíso abierto" entre él y la pared de la iglesia. La totalidad del área está dividida por paneles en varias capillas. El altar mayor está situado inmediatamente al este del transepto, o coro ritual, el altar de San Pablo, en el este, y el de San Pedro en el ábside oeste. Hay un campanario cilíndrico separado de la iglesia a cada lado del ábside oeste.
La innovación más importante es la clausura monástica, espacio abacial donde solo puede haber monjes, no permitiéndose la entrada a los extraños (clausura pasiva) y los monjes no pueden abandonarla sin permiso (clausura pasiva).
Este plan sería el que serviría de modelo para la construcción de otros monasterios en todo el Sacro Imperio Romano, adaptándose a las circunstancias locales.

## Reconstrucción de la primitiva Abadía de Montecasino
Destruida la abadía madre de Montecasino por los longobardos, fue reconstruida por el abad Desiderio en el siglo XI. Allí trabajaron maestros de obras de Amalfi que introdujeron la bóveda de crucería y los arcos ojivales.
En 1083, el abad Hugo de Cluny visitó la abadía y a su regreso a la abadía de Cluny, empezó a construir en 1088 Cluny III. Para Kevin Conant, en estos dos monasterios se introducirían nuevas técnicas constructivas románicas que, a partir de Borgoña, llevarían más adelante al estilo constructivo llamado gótico.